# Akinfi Nikititsch Demidow

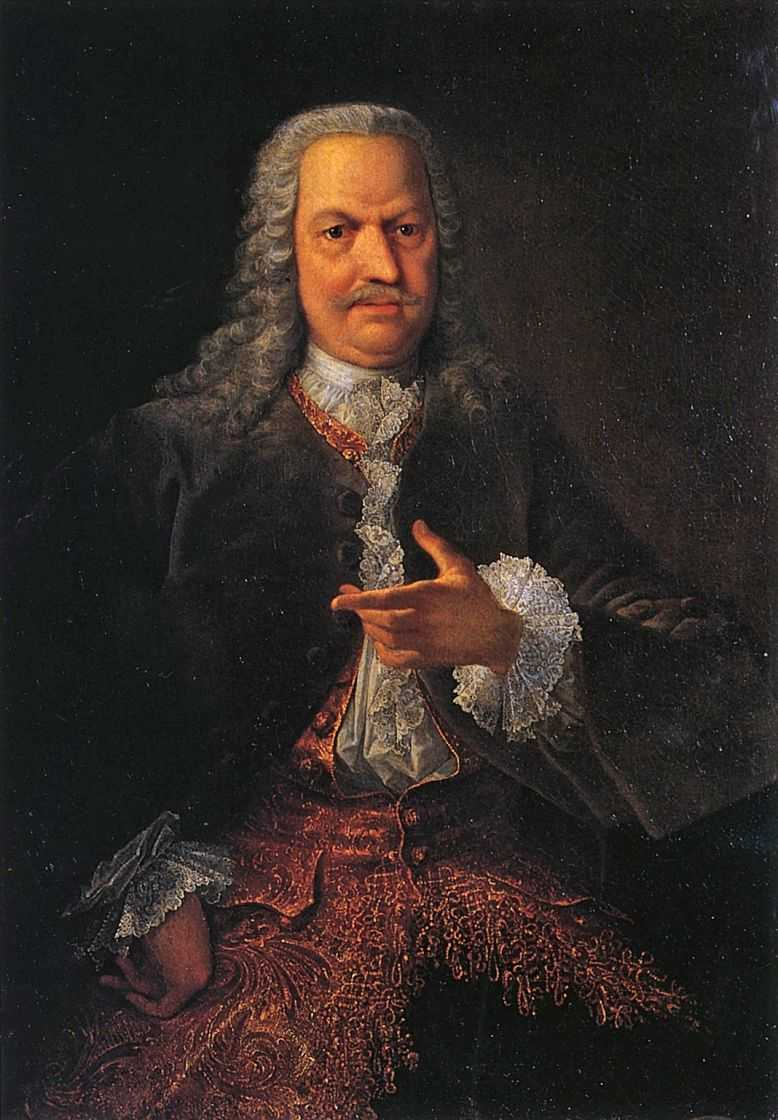
Akinfi Demidow

Akinfi Nikititsch Demidow (russisch Акинфий Никитич Демидов; wiss. Transliteration Akinfij Nikitič Demidov; * 1678; † 5. August 1745) war ein russischer Unternehmer und Bergbau-Industrieller aus der einflussreichen Industriellendynastie der Demidow. Er war der Begründer des Bergbaus und der Metallurgie im Altai-Gebirge.

## Biografie
Akinfi Demidow war Sohn von Nikita Demidow, dem Besitzer der von ihm aufgebauten florierenden Eisengießereien im Ural und einem der wichtigsten Lieferanten der russischen Armee im Großen Nordischen Krieg. Zu Lebzeiten seines Vaters half Akinfi bei der Leitung dessen Betriebe, lernte den Geschäftssinn und das Verhandlungsgeschick am Hofe. Er erweiterte das Imperium seines Vaters erheblich, baute die Infrastruktur aus und gründete neue Werke. Neben traditionellen Erzeugnissen wie Eisen, Gusseisen und Kupfer ließ er Malachit und andere Minerale fördern und verarbeiten. In Nischni Tagil ließ er den damals weltgrößten Hochofen bauen. Nach der Entdeckung wertvoller Erze im Altai-Gebirge war Akinfi Demidow einer der Pioniere ihrer Ausbeutung und der Erschließung der Region. Er gründete das Silberwerk in Barnaul, mit dem die Gründung der Stadt zusammenhing. In der Stadt Newjansk, wo sein Vater mit seiner Eisengießerei die Grundlagen des Familienimperiums gelegt hatte, setzte Akinfi den Bau des Schiefen Turms von Newjansk fort, der zu einem Wahrzeichen der Stadt wurde.
Unter Akinfi Demidow erreichte das Demidow-Imperium seine höchste Blüte, unter anderem war er einer der Günstlinge und ein großer Geldgeber von Ernst Johann von Biron, als dieser als Favorit der Kaiserin Anna Iwanowna die Regierungsgeschäfte Russlands leitete. Am Ende seines Lebens war Akinfi Demidow der Besitzer von 25 verschiedenen Metallwerken, in denen knapp 24.000 Menschen beschäftigt waren. Einen großen Teil seiner Produktion ließ Demidow nach England exportieren, wo die Nachfrage nach Eisen und anderen Metallen sehr rasch anstieg. Für seine Verdienste wurde Demidow in den erblichen Adelsstand erhoben. Demidow war auch der Begründer der ersten russischen Sammlung von Mineralen und Erzen. Den Kern bildete die von ihm erworbene Sammlung des Freiberger Metallurgen und Chemikers Johann Friedrich Henckel, die er um die sibirischen und uralischen Erze erweiterte.
Akinfi Demidow starb 67-jährig während einer Reise zu den Orten seiner Jugend und wurde wie sein Vater in Tula beerdigt. Unter seinen drei Söhnen Prokofi, Grigori und Nikita entbrannte ein Erbschaftsstreit, der schließlich von der Kaiserin Elisabeth Petrowna entschieden wurde. Die Söhne erhielten gleichwertige Teile des Vermögens und der Werke im Ural, während das Konglomerat der Demidow-Werke in der Region Altai dem Staat zufiel mit Entschädigung der Brüder. Demidows Tochter Anna (Jewfimija) heiratete Iwan Michailowitsch Serdjukow (1721–1761), der als Sohn des Unternehmers und Wasserbauers Michail Serdjukow das Wyschni-Wolotschok-Kanalsystem verwaltete.